# Mauritacantha montana
Mauritacantha montana är en mångfotingart som beskrevs av Karl Wilhelm Verhoeff 1939. Mauritacantha montana ingår i släktet Mauritacantha, ordningen banddubbelfotingar, klassen dubbelfotingar, fylumet leddjur och riket djur. Inga underarter finns listade i Catalogue of Life.